# Urospermum picroides
Espèce
Classification phylogénétique
Urospermum picroides ou urosperme fausse picride est une espèce de plante à fleurs de la famille des asteracées originaire d'Eurasie et connue comme une espèce introduite dans de nombreuses autres régions, notamment l'Amérique du Nord et du Sud, l'Australie et l'Afrique australe.

## Description
Plante annuelle. Haute de 30 à 50 centimètres, elle est recouverte de long poils. Les feuilles inférieures obovales-oblongues, pennatifides ou dentées, les supérieures lancéolées embrassant la tige par deux oreillettes acuminées ; souvent divisées en plusieurs lobes aux dents acérées. La tête mesure 1 à 2 centimètres de long ou plus et est remplie de fleurons ligulés jaunes. Elle est enveloppée de huit bractées pointues couvertes de poils hérissés. Le fruit est un akène de plus d'un centimètre de long qui se termine par un pappus de soies.

## Habitat
Elle s'épanouit souvent dans les lieux perturbés.